# Catherine 'Gipsy' Share
Catherine Louise Share (Paris, 10 de dezembro de 1942) foi uma integrante da Família Manson, a comunidade formada por Charles Manson na Califórnia dos anos 1960, que se tornou famosa pelo assassinato da atriz Sharon Tate e seis outras vítimas, no chamado Caso Tate-LaBianca. Seu apelido na comunidade era 'Gipsy', como se tornou internacionalmente conhecida.
Catherine nasceu na França, durante a Segunda Guerra Mundial, filha de pai húngaro e mãe alemã, ambos integrantes do maquis, a resistência francesa à ocupação nazista do país. Seus pais cometeram suicídio durante a guerra, e ela foi entregue a um orfanato, onde permaneceu até os oito anos, quando foi adotada por um casal norte-americano e mudou-se com os pais adotivos para os Estados Unidos.
Quando fazia o curso secundário, sua mãe adotiva teve câncer e se suicidou. Catherine cuidou do pai até ele casar novamente, cursou três anos de universidade, casou-se e divorciou-se num tempo relativamente pequeno e deixou a casa paterna para viajar pelo país, onde fez pequenas participações em filmes menores. No set de um destes, um filme erótico, conheceu Bobby Beausoleil, jovem ator e músico, e passou a viver com ele e sua mulher Gail, viajando os três por oito meses até decidirem ir viver em Spahn Ranch com Charles Manson e a comunidade que ele lá formava. 'Gipsy', como passou a ser chamada na 'família', tornou-se extremamente dedicada a Manson e recrutou outras jovens para o grupo, entre elas Linda Kasabian e Leslie Van Houten, duas das envolvidas nos assassinatos Tate-LaBianca em agosto de 1969.

## Crimes e prisões
Foi presa pela primeira vez em 16 de agosto de 1969, uma semana após o assassinato de Sharon Tate por integrantes da 'família' – 'Tex' Watson, Susan Atkins e Patricia Krenwinkel – à mando de Mason, durante uma batida policial no Spahn Ranch, acusada, junto com Manson e demais seguidores, de roubo de automóveis, sobre os quais a polícia acabou não conseguindo provas. 'Gipsy' nada falou sobre os crimes e foi liberada. Durante o julgamento dos assassinos, entre 1970 e 1971, ela participou de vigílias e entrevistas à imprensa na porta do fórum com outros integrantes da seita em liberdade, testemunhando contra Linda Kasabian em seu depoimento no julgamento. Kasabian, testemunha ocular dos assassinatos que não atacou fisicamente ninguém, fez um acordo com a promotoria para testemunhar contra seus ex-companheiros em troca de imunidade, e seu testemunho foi fundamental para condenar os assassinos à pena de morte (depois comutada em prisão perpétua).
Em 21 de agosto de 1971, 'Gipsy' foi ferida e presa durante um assalto a uma loja de armas em Los Angeles, onde integrantes da 'família' pretendiam roubar diversas armas pesadas para sequestrar um Boeing-747 com passageiros, e obrigar o governo a soltar Charles Manson e demais integrantes presos, em troca da vida dos reféns a bordo. Cercados pela polícia, ela foi ferida com três tiros, capturada, julgada e condenada a cinco anos de prisão.
Casou-se na prisão com outro integrante do bando de Manson e preso com ela no assalto à loja de armas, Kenneth Como, e viveu com ele até 1981 quando se divorciaram. Nos anos seguintes, 'Gipsy' Share esteve envolvida em falsificação de cartões de crédito, que lhe valeu outra temporada na prisão. Em algum momento dos anos 1980, entretanto, ela converteu-se à religião e tornou-se uma cristã-nova, casando-se novamente com um ex-prisioneiro transformado em informante policial. Por causa disso e de seu desaparecimento no anonimato, acredita-se que ela tenha sido, junto com o marido, colocada no programa de proteção a testemunhas do governo americano. Vincent Bugliosi, o promotor do julgamento dos assassinos do Caso Tate-LaBianca e que através dos anos manteve contato e fez entrevistas com integrantes da Família Manson, afirmou que Catherine Share vivia